# 3646 Aduatiques
3646 Aduatiques (1985 RK4) là một tiểu hành tinh vành đai chính được phát hiện ngày 11 tháng 9 năm 1985 bởi Henri Debehogne ở La Silla.